# Willcox
Willcox é uma cidade localizada no estado americano do Arizona, no condado de Cochise. Foi incorporada em 1915.

## Geografia
De acordo com o United States Census Bureau, a cidade tem uma área de 16,3 km², onde 15,9 km² estão cobertos por terra e 0,3 km² por água.

### Localidades na vizinhança
O diagrama seguinte representa as localidades num raio de 72 km ao redor de Willcox.

## Demografia
Segundo o censo nacional de 2010, a sua população é de 3 757 habitantes e sua densidade populacional é de 235,9 hab/km². Possui 1 659 residências, que resulta em uma densidade de 104,1 residências/km².